# 上海轨道交通26号线
上海轨道交通26号线是上海地铁规划中的线路。该线路将是上海的第二条环形城市轨道交通线路。
26号线的线路暂定标识色为 C=70 M=60 Y=5 K=0。

## 历史
26号线祁连山路站至莲花路站段，原是RML线网中的L2线中的一部分，曾以16号线番号列于《上海市城市快速轨道交通近期建设规划（2010-2020年）》，后来被从建设规划中删除。

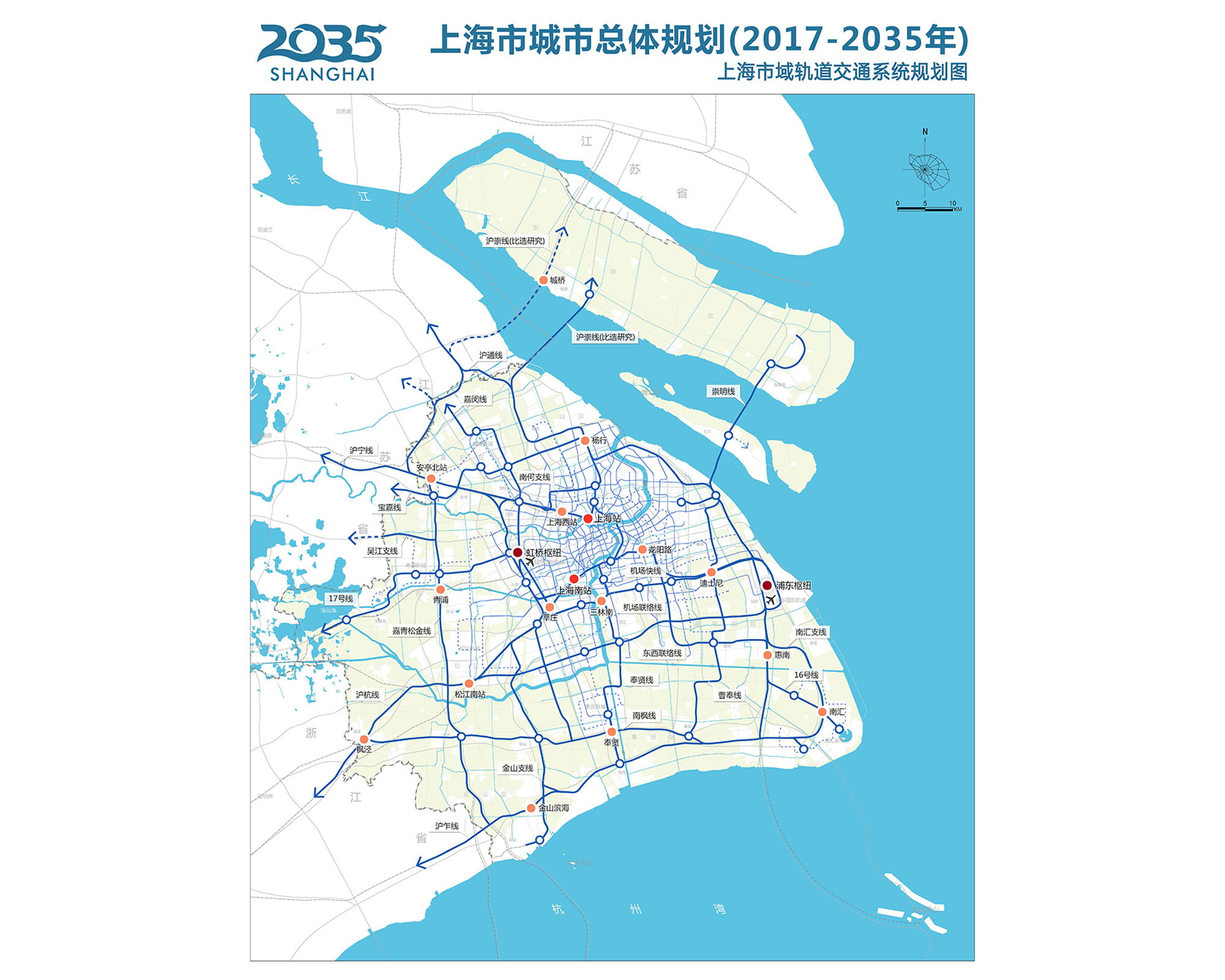
上海市城市总体规划（2017-2035年）轨道交通市域线系统规划图。虚线为比选方案。

2016至2017年编制《上海市城市总体规划》，原16号线上海西站站以东被编为上海地铁20号线，列入第三期建设规划实施；祁连山路站以南部分则编为26号线，向北沿宝山、杨浦、金桥和张江等地延伸为环状线，自罗秀路接回莲花路。该规划中，环线的北段、东段存在多种比选，方案也一再变动。2020年后，随着吴淞创新城、三岔港艺博港等区域规划的提出，环线北段外扩至外环路一带。
2024年，当局编制完成《上海市轨道交通线网规划（2024–2035年）》，提出要研究优化主城区环线功能。同期编制的《东方枢纽及周边地区专项规划（2024–2035）》中展示了上海未来「一环四向」新格局示意图，其中以串联四向的「金色花环」为名绘出了扩环后26号线走向。根据该规划，环线西、南段维持祁连山路–合川路–罗秀路–高青路–沔北路线位，环线北段外扩至蕰藻浜北岸，东段更是外扩至外环高速外的顾唐路一线。2025年4月，当局启动「上海中城地带」城市设计国际方案征集，聚焦规划环形轨道交通线及其沿线重点板块，对全长100公里的环状地带开展研究，以支撑上述「金色花环」轨道交通设想。